# Patricia Neal
Patricia Neal (Packard, Kentucky, 20 de gener de 1926 − Edgartown, Massachusetts, 8 d'agost de 2010) va ser una actriu estatunidenca de teatre i cinema. Era coneguda pels seus papers com la vídua Helen Benson a The Day the Earth Stood Still (1951), la matrona rica Emily Eustace Failenson a Esmorzar amb diamants (1961), i la majordona Alma Brown a Hud (1963), pel qual va guanyar l'Oscar a la millor actriu.

## Biografia
Patsy Louise Neal va néixer el 20 de gener de 1926 a Packard, Comtat de Whitley, Kentucky, filla de William Burdette i Eura Petrey Neal. Va créixer a Knoxville, on va anar a l'Institut de Knoxville, i va estudiar teatre a la Northwestern University.

## Carrera
Després d'anar a Nova York, va acceptar la seva primera feina com a suplent en la producció de Broadway The Voice of the Turtle. Aviat va aparèixer a Another Part of the Forest (1946), i guanyà un Premi Tony a la millor actriu, en la primera edició d'aquests premis.

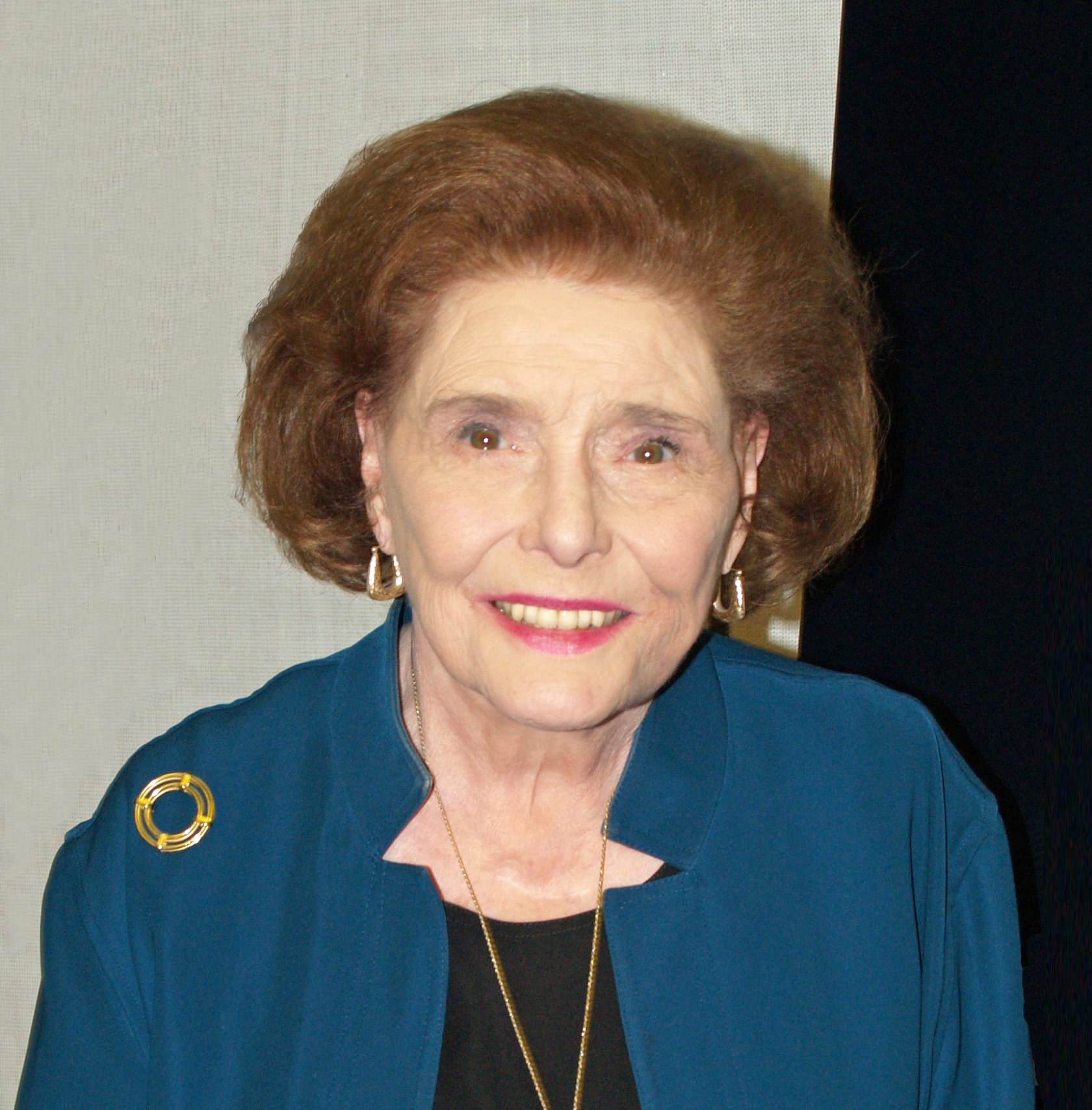
al Festival de Tribeca, 2007

El 1949, Neal feia el seu debut al cinema amb John Loves Mary. La seva aparició el mateix any a The Fountainhead coincidí amb la seva relació amb Gary Cooper. El 1952, Neal havia protagonitzat The Breaking Point, The Day the Earth Stood Still i Operation Pacific. Fatigada per la feina i un cop acabada la relació amb Cooper, deixà Hollywood per anar a Nova York, retornant a Broadway en un revival de The Children's Hour, el 1952. També actuà a A Roomful of Roses el 1955 i com la mare a The Miracle Worker el 1959.
Al cinema, va protagonitzar A Face in the Crowd (1957) i va coprotagonitzar Esmorzar amb diamants (1961).
El 1963, Neal va guanyar l'Oscar a la millor actriu per a la seva actuació a Hud, coprotagonitzada amb Paul Newman. Quan la pel·lícula es va estrenar, inicialment es pronosticava que seria una candidata en la categoria d'actrius secundàries, però quan es van començar a lliurar els premis, eren sempre per a l'actriu principal, ja fos des de la Crítica Cinematogràfica de Nova York, la National Board of Review o l'Acadèmia Britànica. Tres anys més tard el 1965, treballava amb John Wayne a l'obra d'Otto Preminger In Harm's Way guanyant el seu segon Premi BAFTA.
A Neal se li va oferir el paper de Mrs. Robinson a El graduat (1967), però el va rebutjar, després dels seus tres atacs de feridura del 1965. Retornava a la pantalla gran amb The Subject Was Roses (1968), paper pel qual se la va nominar per a un Premi de l'Acadèmia.
Més tard va fer d'Olivia Walton en el telefilm The Homecoming: A Christmas Story (1971), que va ser l'episodi pilot de The Waltons. Encara que va guanyar un Premi Globus d'Or per la seva actuació, no se la va convidar a fer el mateix paper en la sèrie de televisió. (En una entrevista de 1999 de l'Archive of American Television amb Earl Hamner, el creador de Waltons, va declarar que tant ell com els productors estaven insegurs sobre si la salut de Neal li permetria fer una sèrie de televisió setmanal. Neal feia de mare vídua que moria en intentar trobar una casa per als seus tres nens en un episodi del 1975 a Little House on the Prairie.
El 1978, Fort Sanders Regional Medical Center a Knoxville dedicava el Patricia Neal Rehabilitation Center en el seu honor.
El 2007, Neal va treballar en la pel·lícula innovadora de Silvana Vienne Beyond Baklava: The Fairy Tale Story of Sylvia's Baklava, fent d'ella mateixa en les parts del documental que parla de les maneres alternatives d'acabar la violència al món. També el 2007, Neal rebia un dels dos Premis de reconeixement al Festival de Cinema de SunDeis a Waltham (Massachusetts). El candidat a l'Oscar Roy Scheider, obtingué l'altre.
Sortia sovint a la transmissió televisada dels Premis Tony, possiblement perquè era l'última guanyadora que sobrevivia de la primera cerimònia. L'abril de 2009, Neal rebia un premi de reconeixement de WorldFest Houston amb motiu de l'estrena de la seva pel·lícula, Flying By.

## Vida personal
Durant la gravació de The Fountainhead (1949), Neal i Gary Cooper iniciaren una relació; s'havien conegut el 1947 quan ella tenia 21 anys i ell, 46. El 1950, la muller de Cooper, Veronica, en saber de la relació, li havia enviat un telegrama a Neal demanant-li que ho acabessin. Neal va quedar embarassada de Cooper, però la va persuadir d'avortar malgrat les seves creences catòliques.
Neal va conèixer l'escriptor britànic Roald Dahl en una festa oferta per Lillian Hellman el 1951. Es casaren el 2 de juliol de 1953 a la Trinity Church a Nova York. Del matrimoni en nasqueren cinc fills: Olivia Twenty, Chantal Tessa Sophia, Theo Matthew, Ophelia Magdalena i Lucy Neal. La neta de Neal, Sophie Dahl, és una coneguda actriu i model. A començament dels anys 1960, la parella va patir la lesió dolorosa d'un fill i la mort d'un altre. El 5 de desembre de 1960, el seu fill Theo, de quatre mesos, va sofrir danys al cervell quan el cotxet de criatura era colpejat per un taxi a Nova York. El 17 de novembre de 1962, la seva filla, Olivia, de set anys, va morir de xarampió. Mentre estava embarassada el 1965, Neal patí tres aneurismes cerebrals, i va estar en coma durant tres setmanes. Dahl dirigí la seva rehabilitació i posteriorment va haver de tornar a aprendre a caminar i a parlar. El 4 d'agost de 1965 donava llum una filla sana, Lucy. El matrimoni de 30 anys entre Neal i Dahl acabava en divorci el 1983 després de l'afer de Dahl amb l'amiga de Neal, Felicity Crosland.
L'autobiografia de Neal, As I Am', va ser publicada el 1988. El 1981, Glenda Jackson la interpretava en un telefilm, The Patricia Neal Story, on Dirk Bogarde feia de Roald Dahl.

## Mort
Neal moria a la seva casa d'Edgartown, Massachusetts, el 8 d'agost de 2010 als 84 anys. Va ser enterrada a l'Abadia de Regina Laudis, a Bethlehem (Connecticut).

## Filmografia

### Cinema
| Any  | Pel·lícula                                                             | Paper                     | Notes                                                                                                  |
| ---- | ---------------------------------------------------------------------- | ------------------------- | --- |
| 1949 | John Loves Mary                                                        | Mary McKinley             | |
| 1949 | The Fountainhead                                                       | Dominique Francon         | |
| 1949 | It's a Great Feeling                                                   | Ella mateixa              | cameo                                                                                                  |
| 1949 | The Hasty Heart                                                        | Germana Parker            | |
| 1950 | Bright Leaf                                                            | Margaret Jane Singleton   | |
| 1950 | The Breaking Point                                                     | Leona Charles             | |
| 1950 | Three Secrets                                                          | Phyllis Horn              | |
| 1951 | Operation Pacific                                                      | Tinent Mary Stuart        | |
| 1951 | Raton Pass                                                             | Ann Challon               | |
| 1951 | The Day the Earth Stood Still                                          | Helen Benson              | |
| 1951 | Week-End with Father                                                   | Jean Bowen                | |
| 1952 | Diplomatic Courier                                                     | Joan Ross                 | |
| 1952 | Washington Story                                                       | Alice Kingsley            | |
| 1952 | Something for the Birds                                                | Anne Richards             | |
| 1954 | Your Woman                                                             | Contessa Germana de Torri | |
| 1954 | Stranger from Venus                                                    | Susan North               | |
| 1957 | Un rostre en la multitud (A Face in the Crowd)                         | Marcia Jeffries           | |
| 1961 | Esmorzar amb diamants (Breakfast at Tiffany's)                         | 2-E (Mrs. Failenson)      | |
| 1963 | Hud                                                                    | Alma Brown                | Oscar a la millor actriu BAFTA a la millor actriu Nominada – Globus d'Or a la millor actriu secundària |
| 1964 | Psyche '59                                                             | Alison Crawford           | |
| 1965 | In Harm's Way                                                          | Tinent Maggie Haynes      | BAFTA a la millor actriu                                                                               |
| 1968 | Pat Neal Is Back                                                       | Ella mateixa              | paper curt                                                                                             |
| 1968 | The Subject Was Roses                                                  | Nettie Cleary             | Nominada – Oscar a la millor actriu                                                                    |
| 1971 | The Night Digger                                                       | Maura Prince              | |
| 1973 | Baxter!                                                                | Dr. Roberta Clemm         | |
| 1973 | Happy Mother's Day, Love George                                        | Cara                      | |
| 1974 | "Kung-Fu; Blood of the Dragon"                                         | Sarah                     | TV |
| 1975 | B Must Die                                                             | Julia                     | |
| 1977 | Widow's Nest                                                           | Lupe                      | |
| 1979 | Pas perillós (The Passage)                                             | Mrs. Bergson              | |
| 1979 | Res de nou al front de l'oest                                          | mare de Paul              | |
| 1981 | Ghost Story                                                            | Stella Hawthorne          | |
| 1989 | An Unremarkable Life                                                   | Frances McEllany          | |
| 1991 | Preminger: Anatomy of a Filmmaker                                      | Ella mateixa              | documental                                                                                             |
| 1993 | "Heidi"                                                                | Àvia                      | |
| 1999 | Cookie's Fortune                                                       | Jewel Mae 'Cookie' Orcutt | |
| 1999 | From Russia to Hollywood: The 100-Year Odyssey of Chekhov and Shdanoff | Ella mateixa              | documental                                                                                             |
| 2000 | For the Love of May                                                    | Grammy May                | paper curt                                                                                             |
| 2003 | Broadway: The Golden Age, by the Legends Who Were There                | Ella mateixa              | documental                                                                                             |
| 2003 | Bright Leaves                                                          | Ella mateixa              | documental                                                                                             |
| 2007 | The Fairy Tale Story of Sylvia's Baklava                               | Ella mateixa              | documental                                                                                             |
| 2008 | Shattered Glory                                                        | Mrs. Wyatt                | |
| 2009 | Flying By                                                              | Margie                    | |

### Televisió
| Any  | Pel·lícula                                                     | Notes                                                                                               |
| ---- | -------------------------------------------------------------- | --------------------------------------------------------------------------------------------------- |
| 1960 | Strindberg on Love                                             | |
| 1961 | Special for Women: Mother and Daughter                         | |
| 1962 | The Untouchables: The Maggie Storm Story                       | |
| 1971 | The Waltons                                                    | Globus d'Or a la millor actriu de televisió dramàtica Nominació − Primetime Emmy a la millor actriu |
| 1973 | Ghost Story: Time of Terror                                    | |
| 1974 | Things in Their Season                                         | |
| 1975 | Eric                                                           | |
| 1977 | Tail Gunner Joe                                                | Nominació − Primetime Emmy a la millor actriu secundària en especial còmic o dramàtic               |
| 1978 | A Love Affair: The Eleanor and Lou Gehrig Story                | |
| 1978 | The Bastard                                                    | Minisèrie                                                                                           |
| 1979 | Res de nou al front de l'oest (All Quiet on the Western Front) | Nominació − Primetime Emmy a la millor actriu secundària en minisèrie o especial                    |
| 1981 | The Patricia Neal Story                                        | Cameo                                                                                               |
| 1984 | Love Leads the Way: A True Story                               | |
| 1984 | Glitter                                                        | Pilot per a sèrie                                                                                   |
| 1984 | Shattered Vows                                                 | |
| 1990 | Caroline?                                                      | |
| 1992 | A Mother's Right: The Elizabeth Morgan Story                   | |
| 1993 | Heidi                                                          | |